# 714-es busz
A 714-es jelzésű elővárosi autóbusz Százhalombatta, vasútállomás és Dunafüred, Halászcsárda között közlekedett. A járatot a Volánbusz üzemeltette.

## Útvonala
| Százhalombatta, vasútállomás → Dunafüred, Halászcsárda → Százhalombatta, vasútállomás (körforgalom) |
| --- |
| Százhalombatta, vasútállomás vá. – Városkapu út – Erkel Ferenc körút – Damjanich utca – Halászcsárda, forduló – Damjanich utca – Nap utca – Vasút utca – Tavasz utca – Damjanich utca – Hága László utca – Gesztenyés út – Borostyán utca – Dobó István utca – Városkapu út – Százhalombatta, vasútállomás vá. |

## Megállóhelyei
Az átszállási kapcsolatok között az ellenkező irányban közlekedő 716-os busz nincs feltüntetve.
| 0  | Százhalombatta, vasútállomás            |                                                            |
| 1  | Százhalombatta, Móricz Zsigmond köz     | 708, 709, 710, 711, 712, 713, 715, 2702                    |
| 2  | Százhalombatta, Jókai Mór köz           | 708, 709, 710, 711, 712, 713, 715, 2702                    |
| 3  | Százhalombatta, ABC áruház              | 708, 709, 710, 711, 712, 713, 715                          |
| 4  | Dunafüred, Tél utca                     | 708, 709, 710, 711, 715                                    |
| 5  | Dunafüred, Fogoly utca                  | 708, 709, 710, 711, 715                                    |
| 6  | Dunafüred, Napsugár tér                 | 708, 709, 710, 711, 715                                    |
| 7  | Dunafüred, Halászcsárda                 | 708, 709, 710, 711, 715                                    |
| 8  | Dunafüred, Napsugár tér                 | 708, 709, 710, 711, 715                                    |
| 9  | Dunafüred, Csónakázó tó                 |                                                            |
| 10 | Dunafüred, Strand                       |                                                            |
| 11 | Dunafüred, Tél utca                     | 708, 709, 710, 711, 715                                    |
| 12 | Százhalombatta, Hága László utca        | 708, 709, 710, 711, 712, 713, 715, 2702                    |
| 13 | Százhalombatta, Csokonai utca           | 708, 709, 710, 711, 712, 713, 715, 2702                    |
| 14 | Százhalombatta, Nyárfa utca             |                                                            |
| 15 | Százhalombatta, Fenyőfa utca            |                                                            |
| 16 | Százhalombatta, vasútállomás végállomás | 705, 708, 709, 710, 711, 712, 713, 715, 756 1120 S40 , S42 |